# San Andrés (Somahoz)
San Andrés es un barrio del pueblo de Somahoz; dentro del municipio de Los Corrales de Buelna; en Cantabria. Se accede al barrio desde una pista que sale de Somahoz; salvando el río Besaya y la vía de Renfe Palencia-Santander, a partir de puentes. El barrio se encuentra dividido por el río Redondo, la otra mitad es accesible por un puente. Un poco más arriba del barrio, se encuentra un enclave natural llamado el Canal de las Tejeras; donde sube una senda llena de cascadas y saltos de agua, recorriendo el arroyo y que nos lleva al Cueto Moroso; y también a la famosa ermita de San Román de Moroso; estos últimos dentro del municipio de Arenas de Iguña.

## Demografía
En el barrio de San Andrés en el año 2022 había censadas 95 personas, de las cuales eran varones 48 y mujeres 47.